# Esacarbonilvanadio
L'esacarbonilvanadio o vanadio esacarbonile è il composto inorganico con formula V(CO)6. In condizioni normali si presenta come solido blu-verde volatile e piroforico. In questo composto il numero di ossidazione del vanadio è zero. È una specie molto reattiva, interessante dal punto di vista teorico perché è un caso raro di metallocarbonile paramagnetico. Infatti V(CO)6 è una specie a 17 elettroni, mentre la maggior parte dei composti di formula Mx(CO)y rispetta la regola dei 18 elettroni.  L'esacarbonilvanadio è disponibile in commercio. Viene impiegato come catalizzatore in reazioni di idrogenazione e isomerizzazione.

## Struttura
V(CO)6 ha una struttura ottaedrica isomorfa a quella di Cr(CO)6, anche se quest'ultimo è un complesso a 18 elettroni. Nel V(CO)6 solido a 245 K si osserva una struttura cristallina ortorombica, gruppo spaziale Pnma, con costanti di reticolo a = 1190,5 pm, b = 1122,1 pm e c = 639,7 pm, quattro unità di formula per cella elementare. Le distanze V–C risultano 199,3 e 200,5 pm rispettivamente per i leganti assiali ed equatoriali, indicando la presenza di una distorsione tetragonale del tutto marginale.

## Sintesi
L'esacarbonilvanadio fu sintetizzato per la prima volta da Fausto Calderazzo e collaboratori nel 1960 tramite carbonilazione riduttiva di VCl3. Sostanzialmente la sintesi si effettua ancora nello stesso modo. V(CO)6 si ottiene in due passaggi, passando attraverso l'intermedio V(CO)6–.  Nel primo passaggio si riduce VCl3 con sodio metallico a 160 ºC in presenza di monossido di carbonio alla pressione di 200 atm (carbonilazione riduttiva). Il solvente è in genere diglima, CH3OCH2CH2OCH2CH2OCH3. Questo trietere riesce a solubilizzare i sali di sodio, analogamente agli eteri corona:
4 Na + VCl3 + 6 CO + 2 diglima → [Na(diglima)2][V(CO)6] + 3 NaCl
L'anione V(CO)6– ottenuto è quindi ossidato con acido fosforico:
2 V(CO)6– + 2 H3PO4 → 2 V(CO)6 + H2 + 2 H2PO4–

## Proprietà
V(CO)6 è un composto volatile e molto sensibile all'aria. È paramagnetico, dato che possiede un elettrone spaiato, ed è una specie molto reattiva. Si riduce molto facilmente all'anione V(CO)6–, di cui esistono vari sali. Con sodio metallico in ammoniaca liquida la riduzione può arrivare al complesso a 18 elettroni V(CO)53–, dove il vanadio raggiunge lo stato di ossidazione –3.
Dà le reazioni di sostituzione tipiche dei complessi carbonilici. Con fonti di ioni ciclopentadienile forma il complesso CpV(CO)4. 
Può dare reazioni di dismutazione formando specie di V(I) e V(-I):
V(CO)6 + VCp2 + 2 CO  → [VCp2(CO)2][V(CO)6]
La forza trainante di queste reazioni è la formazione di specie a 18 elettroni.